# Genombrottsinfektion
En genombrottsinfektion avser en infektion som sker när en vaccinerad individ blir sjuk av samma virus som vaccinet skulle skydda mot. Infektionen inträffar när vaccinet inte ger immunitet mot det patogen som det ska skydda mot. Genombrottsinfektioner har identifierats hos individer som har fått vaccin mot olika sjukdomar såsom påssjuka, vattkoppor och influensa. Hur sjuk en individ blir av infektionen beror på virustypen, men oftast får den som är vaccinerad mildare symptom och under en kortare period än om denne inte var vaccinerad.
Genombrottsinfektioner kan inträffa av flera orsaker: felaktig administration eller förvaring av vaccin, mutationer hos virus och blockerande antikroppar. Detta innebär att vaccin sällan är 100 procent effektiva. Influensavaccinet uppskattas ge immunitet hos 58 procent av de vaccinerade. Mässlingsvaccinet ger skydd till 98 procent, men om flockimmunitet har uppnåtts minskar risken för att drabbas av en genombrottsinfektion hos icke-vaccinerade.
I april 2021 rapporterade USA:s nationella folkhälsomyndighet CDC att av 75 miljoner fullt vaccinerade personer mot covid-19 fanns det 5 814 fall av genombrottsinfektioner och 74 dödsfall.